# 盾牌座γ
盾牌座γ，名稱來自拉丁文的Gamma Scuti，是一顆單獨的，白色的恆星，位置在盾牌座的南部。它的視星等為4.67，表明這雖然是一顆暗星，但在足夠黑暗的場所依然可以肉眼看見。根據從地球上觀察到的10.21mas的周年視差，這顆恆星距離太陽約319光年。現時，它正以41km/s的速度向太陽系移動，這意味著在235萬年後，它將以 20 ly（5.519 pc）的距離掠過，可能有一段時間成為夜空中最亮的恒星：視星等 − 2.1等。
這是一顆A型主序星，恆星分類為A2V，年齡約2億3,700萬年。它以222km/s的投影旋轉速度快速旋轉。這使恆星形成略為扁平的形狀，具有顯著的赤道隆起，估計比極半徑大21%。估計這顆恆星的質量是太陽的2.91倍，半徑是太陽的4.1倍。在表面9,016K的有效溫度下，來自其光球的輻射是太陽光度的150倍。